# Egahlou
Egahlou hay Ouaddi (tiếng Ả Rập: إغالو) là một thị trấn ở trung tâm vùng Obock, Djibouti.

## Địa lý
Egahlou nằm trên độ cao 458 m (1.503 ft) so với mực nước biển và có sông Tagarre chảy qua. Các thị trấn lân cận bao gồm: ʽAlaili Dadda (32 km), ʽAssa Gaila (35 km) và Obock (42 km).

### Khí hậu
Egahlou có khí hậu bán khô hạn (phân loại Köppen BSh) với ảnh hưởng của khí hậu núi cao.
| Dữ liệu khí hậu của Egahlou       | Dữ liệu khí hậu của Egahlou | Dữ liệu khí hậu của Egahlou | Dữ liệu khí hậu của Egahlou | Dữ liệu khí hậu của Egahlou | Dữ liệu khí hậu của Egahlou | Dữ liệu khí hậu của Egahlou | Dữ liệu khí hậu của Egahlou | Dữ liệu khí hậu của Egahlou | Dữ liệu khí hậu của Egahlou | Dữ liệu khí hậu của Egahlou | Dữ liệu khí hậu của Egahlou | Dữ liệu khí hậu của Egahlou | Dữ liệu khí hậu của Egahlou |
| Tháng                             | 1                           | 2                           | 3                           | 4                           | 5                           | 6                           | 7                           | 8                           | 9                           | 10                          | 11                          | 12                          | Năm                         |
| --------------------------------- | --------------------------- | --------------------------- | --------------------------- | --------------------------- | --------------------------- | --------------------------- | --------------------------- | --------------------------- | --------------------------- | --------------------------- | --------------------------- | --------------------------- | --------------------------- |
| Trung bình ngày tối đa °C (°F)    | 25.2 (77.4)                 | 25.5 (77.9)                 | 27.4 (81.3)                 | 29.4 (84.9)                 | 32.7 (90.9)                 | 36.1 (97.0)                 | 37.0 (98.6)                 | 36.1 (97.0)                 | 33.9 (93.0)                 | 30.3 (86.5)                 | 27.5 (81.5)                 | 25.6 (78.1)                 | 30.6 (87.0)                 |
| Tối thiểu trung bình ngày °C (°F) | 16.8 (62.2)                 | 17.7 (63.9)                 | 18.9 (66.0)                 | 20.9 (69.6)                 | 23.5 (74.3)                 | 26.6 (79.9)                 | 26.1 (79.0)                 | 25.5 (77.9)                 | 25.2 (77.4)                 | 21.2 (70.2)                 | 18.9 (66.0)                 | 17.4 (63.3)                 | 21.6 (70.8)                 |
| Lượng mưa trung bình mm (inches)  | 23 (0.9)                    | 22 (0.9)                    | 20 (0.8)                    | 21 (0.8)                    | 12 (0.5)                    | 3 (0.1)                     | 14 (0.6)                    | 23 (0.9)                    | 21 (0.8)                    | 12 (0.5)                    | 30 (1.2)                    | 19 (0.7)                    | 220 (8.7)                   |
| Nguồn: Climate-Data.org           |                             |                             |                             |                             |                             |                             |                             |                             |                             |                             |                             |                             |                             |